# Петрі (Алабама)
Петрі (англ. Petrey) — місто (англ. town) в США, в окрузі Креншо штату Алабама. Населення — 67 осіб (2020).

## Географія
Петрі розташоване за координатами 31°51′3″ пн. ш. 86°12′12″ зх. д. / 31.85083° пн. ш. 86.20333° зх. д. (31.850715, -86.203437).  За даними Бюро перепису населення США в 2010 році місто мало площу 1,94 км², з яких 1,90 км² — суходіл та 0,04 км² — водойми.

## Демографія
Згідно з переписом 2010 року, у місті мешкало 58 осіб у 26 домогосподарствах у складі 20 родин. Густота населення становила 30 осіб/км².  Було 37 помешкань (19/км²).
Расовий склад населення:
| - 91,4 % — білих - 8,6 % — чорних або афроамериканців |

До двох чи більше рас належало 0,0 %. Частка іспаномовних становила 0,0 % від усіх жителів.
За віковим діапазоном населення розподілялося таким чином: 19,0 % — особи молодші 18 років, 58,6 % — особи у віці 18—64 років, 22,4 % — особи у віці 65 років та старші. Медіана віку мешканця становила 53,0 року. На 100 осіб жіночої статі у місті припадало 100,0 чоловіків;  на 100 жінок у віці від 18 років та старших — 95,8 чоловіків також старших 18 років.
Середній дохід на одне домашнє господарство  становив 40 385 доларів США (медіана — 38 750), а середній дохід на одну сім'ю — 43 162 долари (медіана — 41 875). 
Цивільне працевлаштоване населення становило 21 осіб. Основні галузі зайнятості: мистецтво, розваги та відпочинок — 33,3 %, освіта, охорона здоров'я та соціальна допомога — 28,6 %, оптова торгівля — 9,5 %, роздрібна торгівля — 9,5 %.